# 李孟
李孟（1255年—1321年），字道复，号秋谷，元代中叶政治家。后唐皇室后裔。潞州上党（今山西省长治市）人，出生于兴元（今陕西汉中）。

## 生平
李孟少年时博闻强记、通晓经史，在兴元地区颇有名声。元世祖时，商挺等名臣在陕西等地任职时，都与李孟有所交往。至元年间李孟曾入大都，由杨吉丁引荐，见到了当时的皇太子真金。真金去世后，桑哥专政，尽管李孟得到了翰林院的举荐，但是也没有得到授官，因此到四川奉养在那里做官的父亲。元成宗即位，受裕圣皇太后征召，入宫辅导元武宗、仁宗兄弟的学习，以布衣擢升太常少卿，后随爱育黎拔力八达居怀孟路，教授汉学。大德十一年（1307年）元成宗去世，李孟协助爱育黎拔力八达兄弟夺位，爱育黎拔力八达之兄海山即位为元武宗，李孟避嫌隐居许昌。至大三年（1310年）正月入见，以定策之功，特授平章政事、集贤大学士、同知徽政院事。至大四年（1311年）闰七月，加封秦国公。爱育黎拔力八达即位为元仁宗，以李孟为中书省平章政事。李孟建言整顿吏治、昭雪冤狱、罢黜僧道官 。延祐元年（1314年）元朝开科举，李孟为监考官。七月，进阶金紫光禄大夫，勋上柱国，改封韩国公。延祐四年（1317年），因为权贵弄权，李孟称病引退。元英宗即位，李孟被铁木迭儿诬陷，降职为集贤侍讲学士。至治元年（1321年）四月，李孟在大都病逝。

## 家族
曾祖：李执。
祖父：李昌祚，金代进士，潞州税监。
父亲：李唐，兴元行省刑部主事、夔州路总管府经历。
母亲：王氏。
兄弟：李槃，洋州知州；李森，潞州知州；李添。
表亲兄弟：李信，秘书少监。
妻子：刘氏；纳哈塔氏（蒙古人），昭献元圣皇后（答己）侍女；何氏。
儿子：李献，御史中丞。

## 延伸阅读
[在维基数据编辑]
 《元史·卷175》，出自宋濂《元史》
 《新元史/卷201》，出自柯劭忞《新元史》